# Comonfort (Guanajuato)
Comonfort (alter Name: Chamacuero, heute trägt sie den Namen des Ex-Präsidenten Ignacio Comonfort (1812–1863)) ist eine ca. 25.000 Einwohner zählende Stadt im mexikanischen Bundesstaat Guanajuato; sie ist überdies Verwaltungssitz der gleichnamigen Gemeinde (municipio) mit insgesamt ca. 85.000 Einwohnern. Seit dem Jahr 2020 gehört Comonfort zu den Pueblos Mágicos („Magischen Orten“).

## Lage und Klima
Die Stadt Comonfort liegt am Río Laja knapp 300 km (Fahrtstrecke) nordwestlich von Mexiko-Stadt in einer mittleren Höhe von ca. 1800 m; die Stadt Guanajuato befindet sich knapp 95 km in nordwestlicher Richtung. Das Klima ist warm aber meist trocken; Regen (ca. 800–1000 mm/Jahr) fällt ganz überwiegend im Sommerhalbjahr.

## Bevölkerungsentwicklung
| Jahr      | 2000   | 2020   |
| Einwohner | 21.187 | 24.228 |

Der leichte aber stetige Bevölkerungszuwachs beruht im Wesentlichen auf der immer noch anhaltenden Zuwanderung von Familien aus den Dörfern der Umgebung.

## Wirtschaft
Die Landwirtschaft spielt immer noch eine wichtige Rolle im Leben der Einwohner; in der Stadt selbst haben sich Kleinhändler, Handwerker und Dienstleister aller Art angesiedelt.

## Geschichte
Vor der Ankunft der Spanier gehörte die Region um Chamacuero zum Stammesgebiet einer Untergruppe der Chichimeken. In den Jahren 1525/26 wurde der Ort erobert und dem Franziskanerorden zur Sicherung und Seelsorge übergeben; im Jahr 1562 erhielt er die Stadtrechte (villa). Chamacuero lag am Camino Real de Tierra Adentro, der von Mexiko-Stadt zu den „Silberstädten“ des Nordens führte; entsprechend hoch war die Zahl der Übergriffe der Chichimeken. Im Jahr 1591 wurde die Stadt in San Francisco de Chamacuero umbenannt; knapp 300 Jahre später erfolgte eine erneute Umbenennung in Chamacuero de Comonfort, von der nur der Name Comonfort übriggeblieben ist.

## Sehenswürdigkeiten
- Wichtigste Sehenswürdigkeit ist die ehemalige Klosterkirche San Francisco de Asís aus dem 16./17. Jahrhundert, deren besonderes Merkmal eine zum Vorplatz hin offene Capilla abierta ist. Das Innere der Kirche ist einschiffig; die Vierung ist durch Tambourfenster belichtet und überkuppelt. Im Querhaus befinden sich stattliche barocke Schnitzaltäre (Altarretabel|Retabel).
- Die Plaza Principal (offiziell Jardín 5 de Febrero) ist eine weiträumige Platzanlage vor der Kirche San Francisco.
- Besuchenswert ist das Viertel der Schilf- und Korbflechter.
- Typisch für den Ort sind Mörser und andere Gegenstände aus Vulkangestein.

Umgebung
- Der knapp 2 km vom Ortszentrum entfernte Berg Cerro de los Remedios war eine präspanische Kultstätte.

## Persönlichkeiten
- José María Luis Mora (1794–1850), Priester, Politiker und Historiker – ihm ist eine Stele in der Rotonda de las Personas Ilustres in  Mexiko-Stadt gewidmet
- Melchor Ortega Camarena (1896–1971), Politiker
- Ceferino Estrada (1945–2003), Radrennfahrer